# China Gate (1957)
China Gate is een Amerikaanse oorlogsfilm uit 1957 onder regie van Samuel Fuller.

## Verhaal
Aan de vooravond van de Vietnamoorlog moet een groep huurlingen langs vijandig gebied tot bij de grens met China zien te komen. Ze hebben de opdracht gekregen om daar een wapendepot op te blazen.

## Rolverdeling
| Acteur          | Personage         |
| --------------- | ----------------- |
| Gene Barry      | Sergeant Brock    |
| Angie Dickinson | Lucky Legs        |
| Nat King Cole   | Goldie            |
| Paul Dubov      | Kapitein Caumont  |
| Lee Van Cleef   | Majoor Cham       |
| George Givot    | Korporaal Pigalle |
| Gerald Milton   | Soldaat Andreades |
| Neyle Morrow    | Leung             |
| Marcel Dalio    | Vader Paul        |
| Maurice Marsac  | Kolonel De Sars   |